# 12de uitreiking van de Premios Goya
De 12de uitreiking van de Premios Goya vond plaats in Madrid op 31 januari 1998. De ceremonie werd uitgezonden op TVE en werd gepresenteerd door El Gran Wyoming.

## Winnaars en genomineerden
| Beste film | Beste regisseur |
| --- | --- |
| - La buena estrella - Martín (Hache) - Secretos del corazón | - Ricardo Franco — La buena estrella - Adolfo Aristarain — Martín (Hache) - Montxo Armendariz — Secretos del corazón                                                                  |
| Beste acteur | Beste actrice |
| - Antonio Resines — La buena estrella - Javier Bardem — Carne trémula - Jordi Mollà — La buena estrella | - Cecilia Roth — Martín (Hache) - Julia Gutiérrez Caba — El color de las nubes - Maribel Verdú — La buena estrella                                                                    |
| Beste mannelijke bijrol | Beste vrouwelijke bijrol |
| - Pepe Sancho — Carne trémula - Antonio Valero — El color de las nubes - Juan Jesús Valverde — Las ratas | - Charo López — Secretos del corazón - Ángela Molina — Carne trémula - Vicky Peña — Secretos del corazón                                                                              |
| Beste debuterend acteur | Beste debuterend actrice |
| - Andoni Erburu — Secretos del corazón - Manuel Manquiña — Airbag - Fernando Ramallo — Carreteras secundarias | - Isabel Ordaz — Chevrolet - Paulina Gálvez — Retrato de mujer con hombre al fondo - Blanca Portillo — El color de las nubes                                                          |
| Beste origineel scenario | Beste bewerkt scenario |
| - La buena estrella — Ricardo Franco, Ángeles González-Sinde - Familia — Fernando León de Aranoa - Secretos del corazón — Montxo Armendáriz | - La femme de chambre du Titanic — Bigas Luna, Cuca Canals - Actrius — Ventura Pons, Josep Maria Benet - Carreteras secundarias — Ignacio Martínez de Pisón                           |
| Beste Spaanstalige buitenlandse film | Beste Europese film |
| - Cenizas del paraíso — Argentinië - Amor vertical — Cuba - La última llamada — Mexico | - The Full Monty — Peter Cattaneo - The English Patient — Anthony Minghella - Brassed Off — Mark Herman                                                                               |
| Beste debuterend regisseur | Beste animatiefilm |
| - Fernando León de Aranoa — Familia - Mireia Ross — La Moños - Fernando Cámara, David Alonso — Memorias del ángel caído | - Megasónicos |
| Beste camerawerk | Beste montage |
| - El color de las nubes — Jaume Peracaula - En brazos de la mujer madura — José Luis Alcaine - La femme de chambre du Titanic — Patrick Blossier | - Airbag — Pablo Blanco - El color de las nubes — José María Biurrun - Secretos del corazón — Rosario Sáinz de Rozas                                                                  |
| Beste artdirector | Beste productiemanager |
| - Secretos del corazón — Félix Murcia - El color de las nubes — Antonio Cortés - En brazos de la mujer madura — Josep Rosell | - Perdita Durango — José Luis Escolar - La femme de chambre du Titanic — Roberto Manni - Territorio comanche — Yousaf Bokhari                                                         |
| Beste geluid | Beste speciale effecten |
| - Secretos del corazón — Gilles Ortion, Alfonso Pino, Bela María Da Costa - El tiempo de la felicidad — Daniel Goldstein, Ricardo Steinberg, Eduardo Fernández - Martín (Hache) — Daniel Goldstein, Ricardo Steinberg, Carlos Garrido, Ángel Gallardo | - Airbag — Juan Ramón Molina - La femme de chambre du Titanic — Roberto Ricci - Territorio comanche — Reyes Abades, Emilio Ruiz                                                       |
| Beste kostuums | Beste grime en haarstijl |
| - La femme de chambre du Titanic — Franca Squarciapino - The Disappearance of Garcia Lorca — León Revuelta - Perdita Durango — María Estela Fernández, Glenn Ralston                                                                                  | - Perdita Durango — José Quetglas, Mercedes Guillot - La herida luminosa — Cristóbal Criado, Alicia López Medina - The Disappearance of Garcia Lorca — Miguel Sesé, Francisca Guillot |
| Beste filmmuziek | Beste origineel nummer |
| - La buena estrella — Eva Gancedo - Perdita Durango — Simon Boswell - Tic tac — José Manuel Pagán | Prijs werd pas vanaf de 15de uitreiking uitgereikt. |
| Beste korte film | Beste korte animatiefilm |
| - Cazadores — Achero Mañas - Campeones — Antonio Conesa - En medio de ninguna parte — Javier Rebollo - Hola mamá — Pablo Fernández - Pasaia — Mikel Aguirresarobe                                                                                     | Prijs werd niet uitgereikt. |
| Beste documentaire | Beste korte documentaire |
| Prijs werd pas vanaf de 16de uitreiking uitgereikt. | - Confluencias — Pilar García Elegido |
| Ere-Goya | |
| Rafael Azcona | |

## Prijzen per film
| Film                              | Nominaties | Prijzen |
| --------------------------------- | ---------- | ------- |
| Secretos del corazón              | 9          | 4       |
| La buena estrella                 | 7          | 5       |
| El color de las nubes             | 6          | 1       |
| La femme de chambre du Titanic    | 5          | 2       |
| Perdita Durango                   | 4          | 2       |
| Martín (Hache)                    | 4          | 1       |
| Airbag                            | 3          | 2       |
| Carne trémula                     | 3          | 1       |
| Familia                           | 2          | 1       |
| Carreteras secundarias            | 2          | 0       |
| En brazos de la mujer madura      | 2          | 0       |
| Territorio comanche               | 2          | 0       |
| The Disappearance of Garcia Lorca | 2          | 0       |
| Chevrolet                         | 1          | 1       |